# Torre de Doña Ochanda
La torre de Doña Ochanda es una casa fuerte situada en el casco viejo de Vitoria (España) datada en el siglo XV, que defendía desde su fachada exterior la muralla de la ciudad. En origen servía para defender el Portal de Aldave, zona oeste de la muralla, donde se encontraba la torre de los Iruña. 
Es un edificio de mampostería en sus dos primeras plantas y madera y ladrillo en las superiores. Andrés Martínez de Iruña reconstruyó el edificio en el siglo XVI y le dio el nombre de su hija, doña Ochanda. 
A finales de los años 60, debido al estado de deterioro del edificio, se encarga su reconstrucción a los arquitectos vitorianos Emilio de Apraiz y Buesa y Luis Ángel de Apraiz Oar, expertos en este tipo de obras en edificios históricos. La reconstrucción, finalizada en 1971, se llevó a cabo con criterios historicistas y se hizo al estilo de las torres segovianas o italianas del Bajo Medievo, ya que sobre la base de la torre no sobresalía el tejado. Se remató con una corona de almenas de voladizo sobre modillones de triple curva.
En el año 1984 se acondicionó como Museo de Ciencias Naturales de Álava.